# Lasioglossum nudatum
Lasioglossum nudatum är en biart som först beskrevs av Raymond Benoist 1962.  Lasioglossum nudatum ingår i släktet smalbin, och familjen vägbin. Inga underarter finns listade i Catalogue of Life.